# Брашпиль

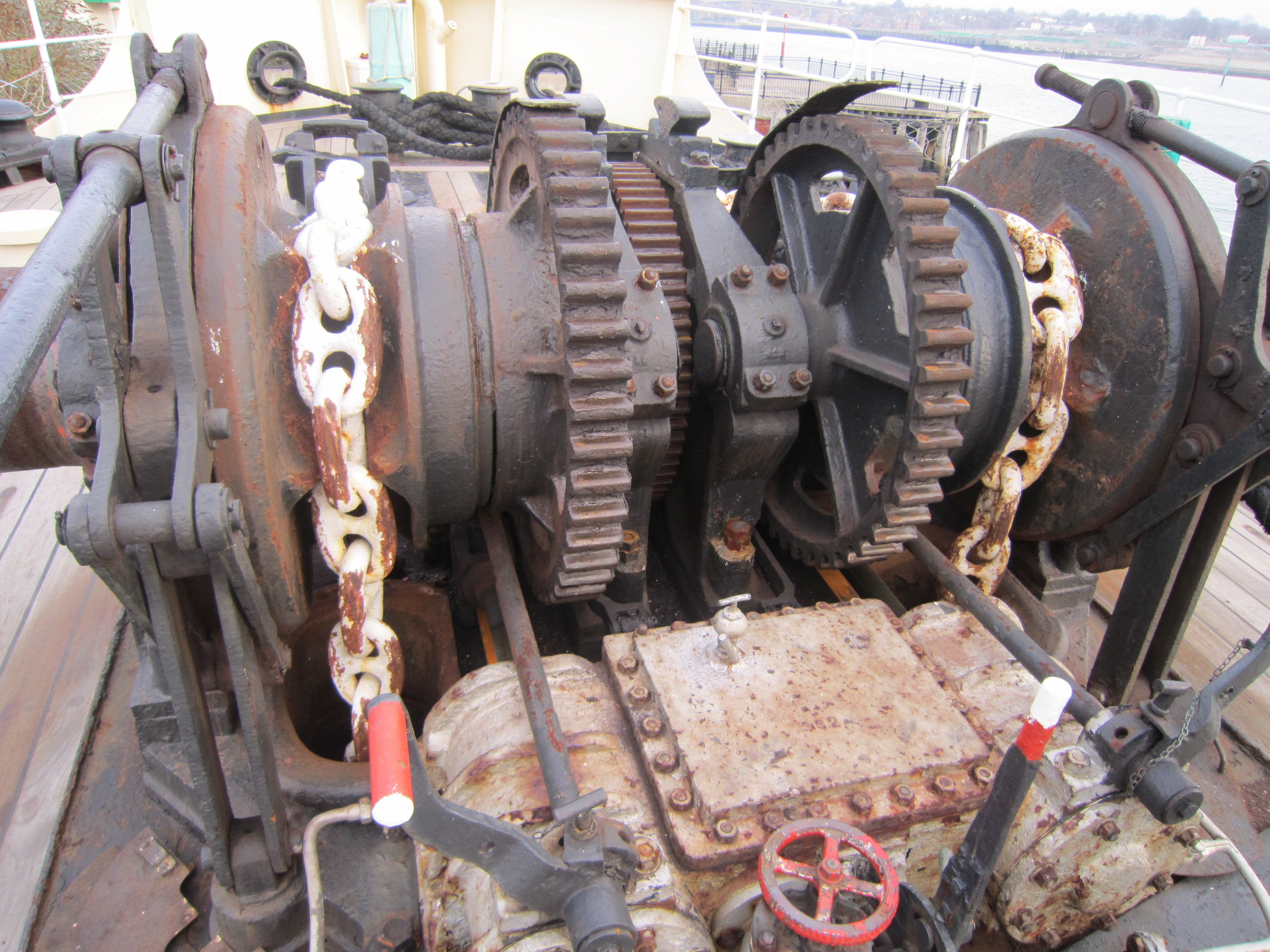
Брашпиль з якірними ланцюгами

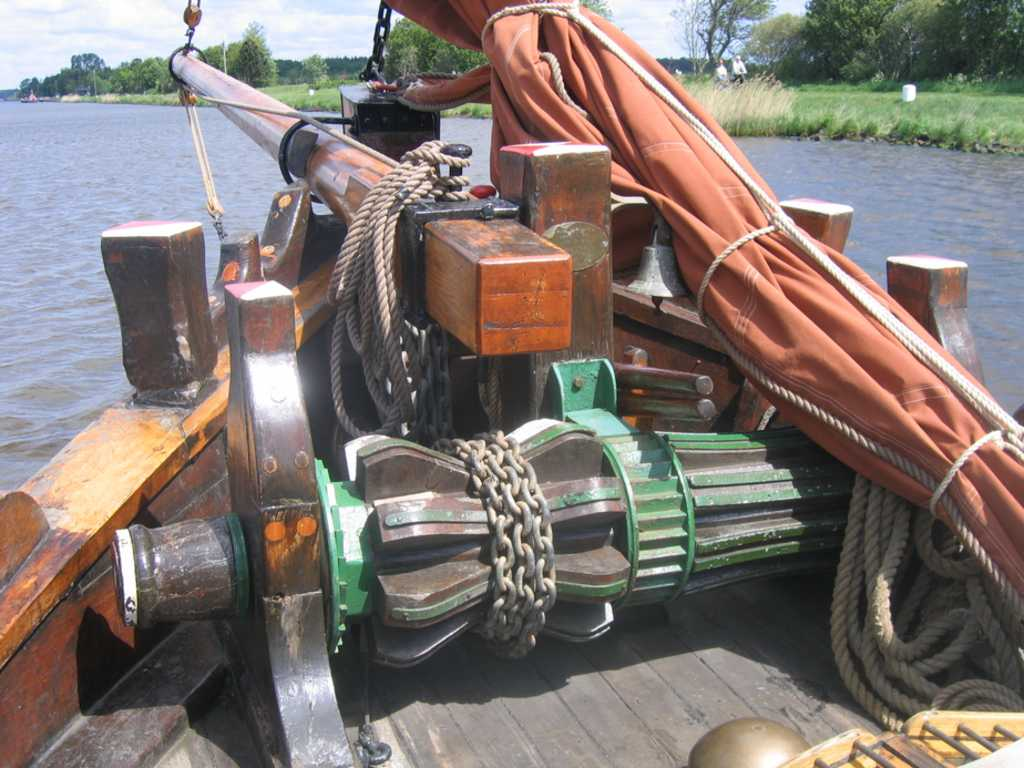
Ручний брашпиль з вимбовками

Бра́шпиль (від нід. braadspil, букв. — «обертовий рожен») — суднова лебідка з двома барабанами на горизонтальному валу, за допомогою якої піднімають якорі, вибирають троси та швартові канати тощо.
Історично брашпилі складалися з горизонтального барабана, веретено якого кріпилося між двома бітенгами. У середній частині барабана були зроблені шпильгати, куди вставлялися вимбовки.
Сучасні брашпилі частіше споряджаються механічним приводом (зазвичай електричним або паровим). Брашпиль складається з привода, головного вала, двох зірочок (центральних ланцюгових барабанів) із заглибиною для якірного ланцюга, двох турачок (бічних швартовних барабанів). Вал спирається на вальниці, встановлені на масивному фундаменті. Брашпилі входять до складу якірного пристрою і швартовного пристрою; для одночасного або роздільного підйому двох якорів, а також вибирання швартовів на брашпилях існують роз'єднувальні пристрої, які уможливлюють надавати барабанам незалежного обертання.